# Сумерки. Сага. Рассвет: Часть 1
«Су́мерки. Са́га. Рассве́т: Часть 1» (англ. The Twilight Saga: Breaking Dawn — Part 1) — художественный фильм режиссёра Билла Кондона, первая часть экранизации Стефани Майер «Рассвет». Съёмки «Рассвета» начались в октябре 2010 года. Премьера состоялась 17 ноября 2011 года.

## Сюжет
Эдвард и Белла играют свою свадьбу, после чего отправляются в медовый месяц на остров у берегов Бразилии. Через четырнадцать дней после свадьбы, Белла понимает, что беременна, и им приходится немедленно вернуться домой. Розали помогает Белле, но Джейкоб и Эдвард против ребёнка, потому что боятся навсегда потерять любимую. Стая Сэма тоже против существа, живущего в Белле, так как это — нарушение договора. Когда Сэм принимает решение убить неизвестное существо, что предполагает убийство Беллы (несмотря на то, что она — человек, то есть неприкосновенна для оборотней и подлежит их защите), Джейк уходит из стаи, а после того, как к нему присоединяются Сет, а затем и Леа Клируотеры, создаёт собственную.
Вынашивание ребёнка от бессмертного даётся Белле с трудом и оказывается сопряжено с риском для её жизни. Она не может питаться человеческой едой и, по совету Джейкоба, начинает пить кровь, после чего на какое-то время её самочувствие улучшается. Ребёнок внутри Беллы растёт необычайно быстро, и вскоре приходит время родов.
Сразу после рождения девочки, которую назвали Ренесми (производное от имён Рене и Эсми — бабушек малышки), Белла почти умирает. Через шприц Эдвард вводит свой яд в сердце жены с надеждой на её спасение, а после, отчаявшись, кусает в разные части тела, чтобы пустить в кровь еще больше яда. Джейкоб, поначалу желая убить её ребёнка, в итоге «запечатляется» с Ренесми. Через несколько часов Белла становится вампиром.
В сцене после первых титров действие переносится в Италию. Вольтури получают известие о том, что Белла превратилась в вампира. Принёсшую известие секретаршу Аро отдаёт на растерзание своим стражникам. Маркус говорит, что теперь их разногласия с Калленами закончились, однако Аро возражает, говоря, что это не так, а на вопрос Кая, в чём же смысл этих разногласий, утверждает, что у Калленов есть то, что он хочет.

## В ролях

### Каллены
- Кристен Стюарт — Белла Свон (Каллен)
- Роберт Паттинсон — Эдвард Каллен
- Питер Фачинелли — Карлайл Каллен
- Элизабет Ризер — Эсми Каллен
- Эшли Грин — Элис Каллен
- Джексон Рэтбоун — Джаспер Хейл
- Никки Рид — Розали Хейл
- Келлан Латс — Эмметт Каллен
- Маккензи Фой — Ренесми Каллен (в детстве)
- Кристи Бёрк — Ренесми Каллен (в юности)

### Другие вампиры

#### Клан Денали
- Мианна Бёринг — Таня
- Кейси Лабоу — Кейт
- Мэгги Грейс — Ирина
- Кристиан Камарго — Елеазар
- Миа Маэстро — Кармен

#### Клан Вольтури
- Майкл Шин — Аро
- Джейми Кэмпбелл Бауэр — Кай
- Кристофер Хейердал — Марк
- Дакота Фэннинг — Джейн
- Кэмерон Брайт — Алек
- Дэниел Кадмор — Феликс
- Чарли Бьюли — Деметрий

### Оборотни
- Тейлор Лотнер — Джейкоб Блэк
- Бубу Стюарт — Сет Клируотер
- Джулия Джонс — Леа Клируотер
- Чэск Спенсер — Сэм Улей
- Тайсон Хаусмен — Квил Атеара
- Кайова Гордон — Эмбри Колл
- Алекс Мераз — Пол Лэйхот
- Бронсон Пеллетье — Джаред Кэмерон

### Люди
- Билли Берк — Чарли Свон
- Сара Кларк — Рене Дуаер
- Анна Кендрик — Джессика Стэнли
- Кристиан Серратос — Анжела Вебер
- Майкл Уэлш — Майк Ньютон
- Джастин Чон — Эрик Йорки
- Джил Бирмингем — Билли Блэк
- Стефани Майер — камео

## Саундтрек
1. «Neighbors» by Theophilus London (Звучит во время свадебного приёма в качестве фоновой музыки).
2. «Love Will Take You» by Angus & Julia Stone (Звучит во время свадебного приёма).
3. «Turning Page» by Sleeping at Last (Белла идёт к алтарю (инструментальная версия). Первая брачная ночь Беллы и Эдварда).
4. «Flightless Bird, American Mouth» by Iron & Wine (Свадебная клятва и поцелуй молодожёнов).
5. «Like a Drug» by Hard-Fi (Во время танцев на свадьбе).
6. «Northern Lights» by Cider Sky (Белла на свадьбе танцует с Джейкобом).
7. «A Nova Vida» by Carter Burwell (Во время отъезда молодожёнов в медовый месяц).
8. «Sister Rosetta (2011 Version)» by Noisettes (Белла готовится к выходу на пляж на острове Эсми).
9. «Llovera» by Mía Maestro (Эдвард и Белла в море).
10. «From Now On» by The Features (Белла и Эдвард проводят медовый месяц на острове Эсми).
11. «Requiem On Water» by Imperial Mammoth (После того, как Белла понимает, что беременна).
12. «Cold» by Aqualung & Lucy Schwartz (Когда Белле становится всё хуже и хуже во время беременности).
13. «Love Death Birth» by Carter Burwell (Во время рождения ребёнка, во время превращения Беллы в вампира).
14. «End tapes» by The Joy Formidable (Титры. Первая песня).
15. «I Didn't Mean It» by The Belle Brigade (Титры, сцена с Вольтури. Вторая песня).
16. «It Will Rain» by Bruno Mars (Титры. Третья песня).
17. «A Thousand Years» by Christina Perri (Титры. Четвёртая песня).

## Награды
- MTV Movie Awards 2012 — «Фильм года» и «Лучший поцелуй».